# Новий Іскир
Но́вий Іскир (болг. Нови Искър) — місто в Міській області Софія Болгарії. Входить до складу общини Столична.

## Населення
За даними перепису населення 2011 року у місті проживали 14 754 особи.
Розподіл населення за віком у 2011 році:
Динаміка населення: